# IC 3614
IC 3614 је појединачна звијезда у сазвјежђу Береникина коса која се налази на листи објеката дубоког неба у Индекс каталогу.
Деклинација објекта је + 26° 18' 0" а ректасцензија 12h 39m 1,4s.